# Комков, Даниил Юрьевич
Даниил Юрьевич Комков (род. 31 октября 1985) — российский шоссейный велогонщик, 

## Карьера
Выступал за команды Premier и Katyusha Continental.
Стартовал на таких гонках как Олимпия Тур, Путь к Пекину, Пять колец Москвы, Тур Нормандии, Париж — Труа, Букль де ля Майен, Тур озера Цинхай, Тур Марокко.
Чемпион России по шоссейному велоспорту в горной гонке.

## Достижения
2003
Circuit Mandel-Lys-Escaut juniors
2007
5-й этап на Гран-при Сочи
3-й на Чемпионат России — индивидуальная гонка U23
2008
5-й этап на Тур Нормандии
2010
Мемориал Виктора Капитонова
генеральная классификация
1-й этап
2011
 Чемпионат России — горная гонка
3-й этап на Пять колец Москвы
Мемориал Виктора Капитонова
генеральная классификация
1-й этап

## Рейтинги
| Год                 | 2010  | 2011  |
| ------------------- | ----- | ----- |
| Европейский тур UCI | 742-й | 655-й |
|                     |       |       |
| Источник: UCI       |       |       |